# Team Wiggins
El Team Wiggins (codi UCI: WGN) és un equip ciclista britànic de categoria continental. Creat el 2015 per iniciativa del campió olímpic i del Tour de França Bradley Wiggins. Competeix principalment als circuits continentals de ciclisme.

## Principals victòries

### Grans Voltes
- Tour de França
  - 0 participacions

- Giro d'Itàlia
  - 0 participacions

- Volta a Espanya
  - 0 participacions

## Composició de l'equip
| \| Llista de l'equip 2015 \| Llista de l'equip 2015 \| Llista de l'equip 2015 \| Llista de l'equip 2015 \| \| Ciclista \| Data de naixement \| Equip previ \| \| \| --------------------------------------- \| ---------------------- \| ---------------------------- \| ---------------------- \| \| Steven Burke \| 4 de març de 1988 \| \| \| \| Mark Christian \| 20 de novembre de 1990 \| Team Raleigh-GAC (2014) \| \| \| Jonathan Dibben \| 12 de febrer de 1994 \| 100% me (2014) \| \| \| Owain Doull \| 2 de maig de 1993 \| An Post-ChainReaction (2014) \| \| \| Luc Hall (20 de abr–31 de des) \| 26 de març de 1995 \| \| \| \| Christopher Latham (5 de oct–31 de des) \| 6 de febrer de 1994 \| \| \| \| Christopher Lawless \| 4 de novembre de 1995 \| \| \| \| Iain Paton \| 22 de febrer de 1995 \| \| \| \| Daniel Patten \| 11 de juliol de 1986 \| \| \| \| Daniel Pearson (5 de oct–31 de des) \| 26 de febrer de 1994 \| Zappi Racing Team (2014) \| \| \| Andrew Tennant \| 9 de març de 1987 \| Madison Genesis (2014) \| \| \| Michael Thompson \| 8 de febrer de 1995 \| \| \| \| Bradley Wiggins (30 de abr–31 de des) \| 28 de abril de 1980 \| Team Sky (2015) \| \| \| \| \| \| \| \| Font: UCI \| \| \| \| |                        |                              |  |
| Llista de l'equip 2015 |                        |                              |  |
| Ciclista | Data de naixement      | Equip previ                  |  |
| Steven Burke | 4 de març de 1988      |                              |  |
| Mark Christian | 20 de novembre de 1990 | Team Raleigh-GAC (2014)      |  |
| Jonathan Dibben | 12 de febrer de 1994   | 100% me (2014)               |  |
| Owain Doull | 2 de maig de 1993      | An Post-ChainReaction (2014) |  |
| Luc Hall (20 de abr–31 de des) | 26 de març de 1995     |                              |  |
| Christopher Latham (5 de oct–31 de des) | 6 de febrer de 1994    |                              |  |
| Christopher Lawless | 4 de novembre de 1995  |                              |  |
| Iain Paton | 22 de febrer de 1995   |                              |  |
| Daniel Patten | 11 de juliol de 1986   |                              |  |
| Daniel Pearson (5 de oct–31 de des) | 26 de febrer de 1994   | Zappi Racing Team (2014)     |  |
| Andrew Tennant | 9 de març de 1987      | Madison Genesis (2014)       |  |
| Michael Thompson | 8 de febrer de 1995    |                              |  |
| Bradley Wiggins (30 de abr–31 de des) | 28 de abril de 1980    | Team Sky (2015)              |  |
| |                        |                              |  |
| Font: UCI |                        |                              |  |

| \| Llista de l'equip 2016 \| Llista de l'equip 2016 \| Llista de l'equip 2016 \| Llista de l'equip 2016 \| \| Ciclista \| Data de naixement \| Equip previ \| \| \| --------------------------------------- \| ---------------------- \| ---------------------------------- \| ---------------------- \| \| Steven Burke \| 4 de març de 1988 \| \| \| \| Mark Christian \| 20 de novembre de 1990 \| Team Raleigh-GAC (2014) \| \| \| Scott Davies \| 5 de agost de 1995 \| Madison Genesis (2014) \| \| \| Ashley Dennis (1 de gen–25 de maig) \| 4 de febrer de 1995 \| \| \| \| Jonathan Dibben \| 12 de febrer de 1994 \| 100% me (2014) \| \| \| Owain Doull \| 2 de maig de 1993 \| An Post-ChainReaction (2014) \| \| \| Kian Emadi (6 de maig–31 de des) \| 29 de juliol de 1992 \| \| \| \| Luc Hall \| 26 de març de 1995 \| \| \| \| Samuel Harrison \| 24 de juny de 1992 \| NFTO (2015) \| \| \| Philip Hindes \| 22 de setembre de 1992 \| \| \| \| Liam Holohan \| 22 de febrer de 1988 \| \| \| \| Jake Kelly \| 17 de gener de 1995 \| \| \| \| James Knox \| 4 de novembre de 1995 \| Zappi Racing Team (2015) \| \| \| Christopher Latham \| 6 de febrer de 1994 \| \| \| \| Samuel Lowe \| 20 de gener de 1995 \| \| \| \| Michael O'Loughlin \| 14 de febrer de 1997 \| \| \| \| Daniel Patten \| 11 de juliol de 1986 \| \| \| \| Daniel Pearson \| 26 de febrer de 1994 \| Zalf Euromobil Désirée Fior (2015) \| \| \| Andrew Tennant \| 9 de març de 1987 \| Madison Genesis (2014) \| \| \| Michael Thompson \| 8 de febrer de 1995 \| \| \| \| Bradley Wiggins \| 28 de abril de 1980 \| Team Sky (2015) \| \| \| \| \| \| \| \| Fonts: ProCyclingStats Cycling Archives \| \| \| \| |                        |                                    |  |
| Llista de l'equip 2016 |                        |                                    |  |
| Ciclista | Data de naixement      | Equip previ                        |  |
| Steven Burke | 4 de març de 1988      |                                    |  |
| Mark Christian | 20 de novembre de 1990 | Team Raleigh-GAC (2014)            |  |
| Scott Davies | 5 de agost de 1995     | Madison Genesis (2014)             |  |
| Ashley Dennis (1 de gen–25 de maig) | 4 de febrer de 1995    |                                    |  |
| Jonathan Dibben | 12 de febrer de 1994   | 100% me (2014)                     |  |
| Owain Doull | 2 de maig de 1993      | An Post-ChainReaction (2014)       |  |
| Kian Emadi (6 de maig–31 de des) | 29 de juliol de 1992   |                                    |  |
| Luc Hall | 26 de març de 1995     |                                    |  |
| Samuel Harrison | 24 de juny de 1992     | NFTO (2015)                        |  |
| Philip Hindes | 22 de setembre de 1992 |                                    |  |
| Liam Holohan | 22 de febrer de 1988   |                                    |  |
| Jake Kelly | 17 de gener de 1995    |                                    |  |
| James Knox | 4 de novembre de 1995  | Zappi Racing Team (2015)           |  |
| Christopher Latham | 6 de febrer de 1994    |                                    |  |
| Samuel Lowe | 20 de gener de 1995    |                                    |  |
| Michael O'Loughlin | 14 de febrer de 1997   |                                    |  |
| Daniel Patten | 11 de juliol de 1986   |                                    |  |
| Daniel Pearson | 26 de febrer de 1994   | Zalf Euromobil Désirée Fior (2015) |  |
| Andrew Tennant | 9 de març de 1987      | Madison Genesis (2014)             |  |
| Michael Thompson | 8 de febrer de 1995    |                                    |  |
| Bradley Wiggins | 28 de abril de 1980    | Team Sky (2015)                    |  |
| |                        |                                    |  |
| Fonts: ProCyclingStats Cycling Archives |                        |                                    |  |

| \| Llista de l'equip 2017 \| Llista de l'equip 2017 \| Llista de l'equip 2017 \| Llista de l'equip 2017 \| \| Ciclista \| Data de naixement \| Equip previ \| \| \| -------------------------------------------------------- \| ---------------------- \| ------------------------- \| ---------------------- \| \| Steven Burke \| 4 de març de 1988 \| \| \| \| Scott Davies \| 5 de agost de 1995 \| Madison Genesis (2014) \| \| \| Ashley Dennis \| 4 de febrer de 1995 \| \| \| \| Nathan Draper \| 11 de juliol de 1997 \| \| \| \| Corentin Ermenault \| 27 de gener de 1996 \| CC Nogent-sur-Oise (2016) \| \| \| Leonardo Fedrigo \| 21 de juliol de 1996 \| \| \| \| Etienne Georgi \| 28 de setembre de 1998 \| \| \| \| Samuel Harrison \| 24 de juny de 1992 \| NFTO (2015) \| \| \| Marc Hester \| 28 de juny de 1985 \| Sorø Bicycle Club (2016) \| \| \| Rhys Howells \| 30 de setembre de 1987 \| \| \| \| Jake Kelly \| 17 de gener de 1995 \| \| \| \| Dylan Kerfoot-Robson \| 4 de març de 1996 \| \| \| \| James Knox \| 4 de novembre de 1995 \| Zappi Racing Team (2015) \| \| \| Christopher Latham \| 6 de febrer de 1994 \| \| \| \| Michael O'Loughlin \| 14 de febrer de 1997 \| \| \| \| Robert Scott \| 24 de juliol de 1998 \| \| \| \| Andrew Tennant \| 9 de març de 1987 \| Madison Genesis (2014) \| \| \| Michael Thompson \| 8 de febrer de 1995 \| \| \| \| Joey Walker \| 15 de setembre de 1997 \| 100% me (2016) \| \| \| Oliver Wood \| 26 de novembre de 1995 \| 100% me (2016) \| \| \| \| \| \| \| \| Fonts: ProCyclingStats Cycling Quotient Cycling Archives \| \| \| \| |                        |                           |  |
| Llista de l'equip 2017 |                        |                           |  |
| Ciclista | Data de naixement      | Equip previ               |  |
| Steven Burke | 4 de març de 1988      |                           |  |
| Scott Davies | 5 de agost de 1995     | Madison Genesis (2014)    |  |
| Ashley Dennis | 4 de febrer de 1995    |                           |  |
| Nathan Draper | 11 de juliol de 1997   |                           |  |
| Corentin Ermenault | 27 de gener de 1996    | CC Nogent-sur-Oise (2016) |  |
| Leonardo Fedrigo | 21 de juliol de 1996   |                           |  |
| Etienne Georgi | 28 de setembre de 1998 |                           |  |
| Samuel Harrison | 24 de juny de 1992     | NFTO (2015)               |  |
| Marc Hester | 28 de juny de 1985     | Sorø Bicycle Club (2016)  |  |
| Rhys Howells | 30 de setembre de 1987 |                           |  |
| Jake Kelly | 17 de gener de 1995    |                           |  |
| Dylan Kerfoot-Robson | 4 de març de 1996      |                           |  |
| James Knox | 4 de novembre de 1995  | Zappi Racing Team (2015)  |  |
| Christopher Latham | 6 de febrer de 1994    |                           |  |
| Michael O'Loughlin | 14 de febrer de 1997   |                           |  |
| Robert Scott | 24 de juliol de 1998   |                           |  |
| Andrew Tennant | 9 de març de 1987      | Madison Genesis (2014)    |  |
| Michael Thompson | 8 de febrer de 1995    |                           |  |
| Joey Walker | 15 de setembre de 1997 | 100% me (2016)            |  |
| Oliver Wood | 26 de novembre de 1995 | 100% me (2016)            |  |
| |                        |                           |  |
| Fonts: ProCyclingStats Cycling Quotient Cycling Archives |                        |                           |  |

## Classificacions UCI

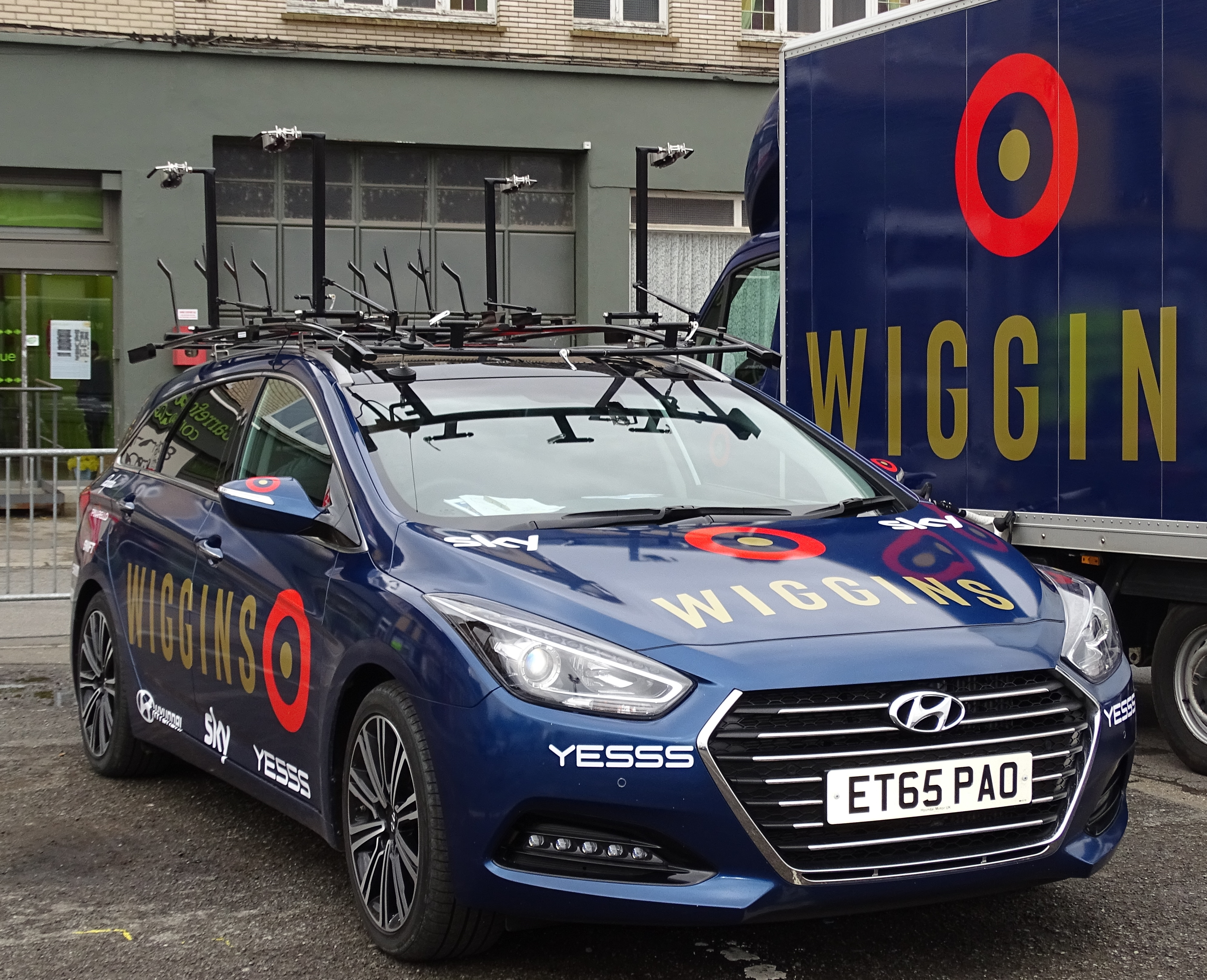
Vehicle de l'equip al 2016

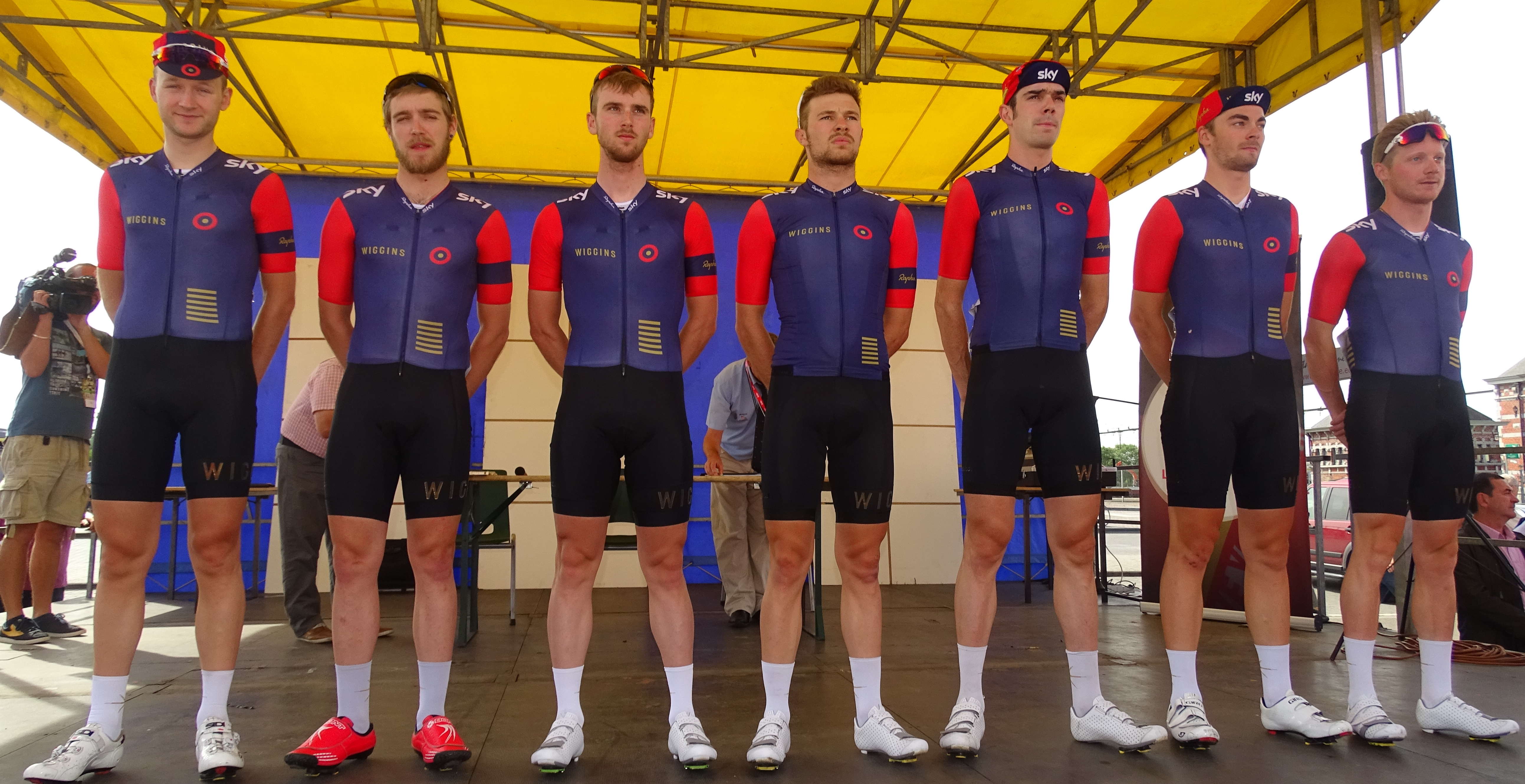
L'equip al 2015

L'equip participa en les proves dels circuits continentals i principalment en les curses del calendari de l'UCI Europa Tour.
UCI Amèrica Tour
| Temporada | Classificació per equips | Millor ciclista en la classificació individual |
| --------- | ------------------------ | ---------------------------------------------- |
| 2015      | 50è                      | Owain Doull (343è)                             |

UCI Àsia Tour
| Temporada | Classificació per equips | Millor ciclista en la classificació individual |
| --------- | ------------------------ | ---------------------------------------------- |
| 2016      | 47è                      | Jonathan Dibben (164è)                         |

UCI Europa Tour
| Temporada | Classificació per equips | Millor ciclista en la classificació individual |
| --------- | ------------------------ | ---------------------------------------------- |
| 2015      | 52è                      | Owain Doull (61è)                              |
| 2016      | 38è                      | Jonathan Dibben (281è)                         |
| 2017      | 70è                      | James Knox (399è)                              |